# متلازمة الخيشوم والبصر الوجهية
متلازمة الخيشوم والبصر الوجهية (BOFS) هو مرض ينشأ من طفرة في جين TFAP2A. إنه اضطراب جسمي صبغي سائد نادر الحدوث يبدأ في التأثير على نمو الطفل قبل الولادة. تشمل أعراض هذه الحالة تشوهات الجلد على الرقبة وتشوهات الأذنين والعينين وغيرها من ميزات الوجه المميزة مثل فلح الشفة إلى جانب النمو البطيء والتخلف العقلي والشيب المبكر لأوانه.

## العلامات والأعراض
يشير «الخيشوم» إلى الأقواس الخيشومية، والمعروفة أيضًا باسم الأقواس البلعومية، للفرد المصاب. الأقواس الخيشومية هي بنى في الجنين النامي تؤدي إلى ظهور أنسجة معينة في الرقبة ومنطقة الوجه. في الأفراد المتأثرين بهذا الشرط، تفشل الأقواس الخيشومية في النمو بشكل صحيح. هذا يؤدي إلى بعض الحالات الجسدية لهذه المتلازمة، والتي تشمل بقع غير طبيعية من الجلد في منطقة الرقبة والوجه ويمكن أن تكون مشعرة بشكل غير طبيعي، رفيعة أو حمراء ولها عدد كبير من الأوعية الدموية. [بحاجة لتوضيح] يشير مصطلح «البصري» إلى العينين. يعاني الأفراد من ضعف البصر بسبب العديد من التشوهات في العينين مثل مقل العيون الصغيرة أو انسداد القنوات المسيلة للدموع أو عدم وجود عيون كاملة. يشير مصطلح «الوجهية» إلى الوجه؛ المتضررين يمكن أن يكون لهم العديد من التشوهات في تلك المنطقة. تشمل هذه الحالات غير الطبيعية فلح الشفة والحنك الذي هو فتحة في سطح الفم وعينان متباعدتان على نطاق واسع (فرط التباعد) زواية حادة للفم تشير إلى الأعلى وأنف واسع يمكن أن يشمل طرفًا مسطحًا، بالإضافة إلى عدة تشوهات في كل من هياكل الأذن الخارجية والمتوسطة. تقتصر هذه المتلازمة على الوجه، ولكنها يمكن أن تسبب أيضًا كلى غير مكتملة أو مشوهة.

## الفسيولوجيا المرضية وعلم الوراثة
المرض موروث وراثيا وينبع من طفرة تحذف جين TFAP2A. هذا الجين مهم لأنه يوفر مخططًا لترتيب 437 من الأحماض الأمينية التي تشكل عامل نسخ البروتين المعروف باسم ألفا AP-2. يرتبط عامل نسخ البروتين هذا بمصطلح حَرْجُ helix-span-helix الكربوكسي وجزء أميني آخر من الحمض النووي يؤثر على نشاط العديد من الأنشطة الخلوية مثل انقسام الخلايا وموت الخلايا المبرمج. ألفا AP-2 مهم بشكل خاص أثناء تطور الأجنة بشكل رئيسي في تطوير الأقواس القيصرية. يوجد حاليًا أيضًا أربعة بروتينات أخرى تتأثر بحذف جين TFAP2A أيضًا. واحد هو L249P، ويتغير هذا البروتين ليحدث تغيير في الفضاء مع البرولين المستبلدلة. وعلاوة على ذلك، تغيير في بروتينات R254W و R255G يؤدي إلى استبدال سلسلة جانبية القطبية التي يتقاضاها سلسلة جانبية غير القطبية، وأخيرًا، يؤدي تغيير في البروتين G262E إلى استبدال سلسلة جانبية غير قطبية بسلسلة جانبية قطبية مشحونة.

## التشخيص
من الصعب تشخيص متلازمة الخيشوم والبصر الوجهية لأنها غير مكتملة الاختراق. غالبًا ما يتم تشخيصها على أنها متلازمة بروتين أوتو الكلوي بسبب تشابهاتها في الأعراض.

## علم الأوبئة
تم تقدير أنه تم توثيق 100 حالة فقط من حالات الخيشوم والبصر الوجهية في الأدبيات الطبية اعتبارًا من عام 2018.

## إدارته
تهدف رعاية الأشخاص الذين يعانون من الخيشوم والبصر الوجهية وإدارته إلى ظهور علامات وأعراض محددة، ويجب القيام بها بواسطة فريق متعدد الاختصاصات يتمتع بمهارة في الاضطرابات القحفية. عادة ما يقوم عالم الوراثة الطبية بالتشخيص السريري، وهو ما يؤكده الفحص الجزيئي. هناك حاجة إلى الجراحة الترميمية لإصلاح تشوهات الوجه والقنوات الأنفية المسدودة. الأهم من ذلك، لا ينبغي علاج عيوب الجلد عن طريق الكي البسيط. يمكن تصحيح الحول («العيون المتقاطعة») عن طريق الجراحة.
بالإضافة إلى ذلك، يجب أن يدار الأشخاص الذين يعانون من الخيشوم والبصر الوجهية من قبل طبيب عيون وأخصائي أمراض الأذن والحنجرة وطبيب أسنان ومعالج النطق. اعتمادًا على مشاكل الشخص، قد تكون هناك حاجة إلى إجراء تقييم نفسي وعصبي ودعم الصحة النفسية.
يوصى بالاستشارة الوراثية للمرضى وعائلاتهم من أجل الصحة الإنجابية.